# Anarchisme en Guyane
L’anarchisme en Guyane a une histoire courte et peu documentée. Étant le seul territoire continental d'Amérique latine et d’Amérique du Sud à rester sous contrôle européen jusqu'au XXIe siècle, la Guyane n'a pas connu les mêmes évolutions politiques que la plupart des pays de la région. Pourtant, l’anarchisme a existé dans une certaine mesure, principalement à travers la présence de prisonniers politiques déportés vers la colonie. À l'ère moderne, l'anarchisme a eu une présence mineure dans le milieu politique guyanais.

## Histoire
Située sur la côte atlantique nord de l'Amérique du Sud et habitée par des peuples autochtones Amérindiens, la Guyane a été découverte pour la première fois par les Européens en 1498 lorsque Christophe Colomb l'a atteint, nommant la région la « Terre ». des parias". Plusieurs tentatives de colonisation de la Guyane ont été faites par les États européens, toutes échouant, jusqu'à la fin du XVIIe siècle, lorsque la France a réussi à colonisation française des Amériques la région. Bien qu'elle changea de mains à plusieurs reprises au cours des siècles suivants, elle revint finalement aux Français.
On peut dire que l’histoire de la Guyane française depuis la colonisation a été largement définie par l’emprisonnement, l’évasion et la rébellion. De nombreux esclaves amenés d'Afrique dans la région se sont échappés entre le milieu du XVIIe siècle et au-delà, formant des communautés maroon indépendantes avec des tribus indigènes. Les communautés contemporaines d'esclaves en fuite dans le Brésil voisin, comme Palmares (1605-1694) et son chef Zumbi, ont parfois été retenues par les anarchistes modernes comme des exemples des premiers anticolonialisme, décentralisation et démocratie,.
Ces communautés d’esclaves en fuite libres menaient souvent la guerre contre les colonies françaises. De plus, les révoltes d’esclaves étaient relativement fréquentes. L'un d'entre eux en fut un en 1796, lorsque des émeutes éclatèrent après que les propriétaires de plantations eurent refusé d'obéir à l'abolition de l'esclavage promulguée par la Première République française. Après l'exécution du même homme qui avait procédé à cette abolition, Maximilien de Robespierre, en 1794, 193 partisans des Jacobin - des radicaux politiques dont l'implication dans la Révolution française et l'alliance unique avec les révolutionnaires sans-culottes eurent un immense impact sur le développement ultérieur de la pensée révolutionnaire et libertaire - furent déportés en Guyane. Ils furent les premiers des nombreux prisonniers politiques à arriver. Lorsqu'en 1797 Jean-Charles Pichegru et d'autres furent envoyés dans la colonie comme prisonniers, ils découvrirent que seuls 54 des déportés étaient encore en vie, le reste ayant succombé à des maladies tropicales ou s'étant évadé.
Une autre révolte d'esclaves eut lieu en 1804, lorsque Napoléon réintroduisit l'esclavage dans les colonies américaines françaises. Après la Révolution française de 1848, à laquelle participèrent les premiers anarchistes comme Pierre-Joseph Proudhon et Joseph Déjacque, l'esclavage fut de nouveau aboli, entraînant une augmentation massive de la population marron.
À partir du milieu du XIXe siècle, la Guyane française est devenue l'une des principales colonies pénitentiaires de France, connaissant un afflux massif de prisonniers criminels et politiques au cours du siècle suivant. L'un des premiers prisonniers fut Louis Charles Delescluze, arrêté et déporté en 1853, qui, après sa libération en 1859, s'associa à l'Association internationale des travailleurs, devenant plus tard un dirigeant éminent du socialiste révolutionnaire libertaire Commune de Paris . Le Communard, tué sur les barricades, a écrit le récit de son emprisonnement en Guyane ; De Paris à Cayenne, Journal d'un transporté.
La plupart des prisonniers politiques furent placés sur les Îles du Salut, en particulier sur la fameuse île du Diable, qui fut active comme prison entre 1852 et 1953. Elle devint controversée en raison de sa réputation de dureté et de brutalité. La violence entre prisonniers était courante, les maladies tropicales étaient monnaie courante et les gardiens étaient souvent corrompus. Bien qu'elle soit surtout connue pour son lien avec l'Affaire Dreyfus, de nombreux anarchistes français ont également été emprisonnés sur l'île à la fin du XIXe et au début du XXe siècle. Beaucoup d'entre eux étaient des illégalistes, se livrant à la propagande de l'acte et à la réclamation individuelle.
L'anarchiste le plus éminent emprisonné en Guyane française était l'illégaliste Clément Duval (1850-1935), qui - incapable de travailler après avoir été blessé lors de la guerre franco-prussienne - s'est tourné vers le vol. Duval, membre de la Panthère des Batignolles, fut d'abord condamné à mort pour cambriolage (et coups de couteau au policier qui l'arrêtait à plusieurs reprises), mais sa peine fut ensuite commuée en travaux forcés sur l'Île du Diable. Il passa les 14 années suivantes en prison, tentant de s'évader plus de 20 fois. En avril 1901, il réussit et s'enfuit à New York, où il vécut jusqu'à l'âge de 85 ans. Ses mémoires furent publiées en 1929, intitulées Outrage : un mémoire anarchiste de la colonie pénale.
En 1894, une révolte de prison dirigée par des anarchistes éclata sur l'Île du Diable. Les troubles ont commencé en septembre, lorsqu'un geôlier a tué l'anarchiste François Briens. Le 21 octobre, le geôlier a été poignardé à mort. Lors de la chasse à l'homme qui a suivi, Achille Charles Simon - complice du kamikaze exécuté Ravachol - a été abattu après avoir été retrouvé caché, tout comme les anarchistes Marsevin, Lebault et Léon-Jules Léauthier (dont le dernier avait été condamné pour avoir tenté de poignarder à mort le Serbieministre à Paris). Dans le chaos qui s'ensuit, les gardiens tuent de nombreux prisonniers anarchistes, parmi lesquels Dervaux, Boesie, Garnier, Benoit Chevenet, Edouard Aubin Marpaux, Mattei, Maxime Lebeau, Mazarquil, Henri Pierre Meyrveis, Auguste Alfred Faugoux, Thiervoz et Bernard Mamert. D'autres sont morts longtemps après, à cause des conditions difficiles et de la torture, parmi eux Mamaire et Anthelme Girier.
Parmi les autres prisonniers anarchistes en Guyane française figurait Marius Jacob, un cambrioleur illégal qui a passé quatorze ans à Cayenne et qui a été l'une des inspirations du personnage de l'auteur Maurice Leblanc Arsène Lupin, les membres de la Bande à Bonnot, Jean De Boe (qui, après sa fuite en 1922, s'enfuit à Bruxelles, devenant un anarcho-syndicaliste) et Eugène Dieudonné (qui fut gracié, après s'être évadé de prison en décembre 1926), et Paul Roussenq, qui passa vingt ans en Guyane pour insubordination militaire, visita plus tard l'Union soviétique (devenant un fervent critique de celle-ci) et fut interné par Vichy France.

### Contemporain
La Guyane fait toujours partie de la France, désormais en tant que département d'outre-mer et région, et non comme un territoire distinct. Il reste le seul territoire d’Amérique latine continentale qui n’a pas été décolonisé par la puissance européenne qui lui est associée et qui dispose de peu d’autonomie par rapport à la France elle-même. La situation politique de la région est dominée par le Parti Socialiste Guyanais, en plus d'autres partis de gauche comme les Forces démocratiques de Guyane, Walwari et le Mouvement de décolonisation et d'émancipation sociale. En 2004, le mouvement français anarcho-communiste Alternative libertaire a créé un groupe local en Guyane française. « Alternative Libertaire Guyane » est engagée principalement dans l'anticolonialisme, mais aussi dans les luttes syndicales, les droits des immigrés, les questions de logement, etc.

## Voire aussi
- Anarchisme en France